# Diapausa
Con il termine diapausa ci si riferisce a una fase di arresto spontaneo dello sviluppo di alcuni animali in cui l'organismo è inattivo, non si alimenta e non si muove, ossia l'attività metabolica si riduce. È tipico di molti insetti e acari, alcuni crostacei e lumache, e anche di alcuni mammiferi.
La diapausa ha lo scopo di permettere all'insetto il superamento di condizioni ambientali avverse (diapausa invernale o, meno frequentemente, estiva) o lo svolgimento di processi fisiologici particolarmente impegnativi, come ad esempio la ninfosi. È per questo che se ne distinguono due tipi:
- diapausa obbligatoria: l'animale o l'insetto deve entrare in diapausa in una fase del suo sviluppo.
- diapausa facoltativa: l'animale si prepara a "dormire" in risposta a una serie di stimoli che precedono condizioni sfavorevoli.

Al termine della diapausa lo sviluppo riprende normalmente, ma ovviamente una volta che viene avviato sono necessari altri stimoli in grado di liberare successivamente l'organismo da questo stato.
La diapausa è un periodo di sonno differente da altre forme di dormienza, quali l'ibernazione, perché gli animali in questo caso non crescono; inoltre con l'ibernazione gli animali entrano in letargo solo dopo che si sono manifestate le condizioni negative.

## Le fasi della diapausa negli insetti
La diapausa negli insetti è un processo dinamico, costituito da più fasi distinte (Kostal 2006).
Queste fasi possono essere caratterizzate da una particolare serie di processi metabolici e dalla reattività di un insetto ad alcuni stimoli ambientali.

### Induzione
La prima è la fase di induzione che si verifica in una fase geneticamente predeterminata di vita e si verifica anche prima di uno stress ambientale. Durante questa fase, gli insetti sono sensibili ai segnali esterni chiamati stimoli-segnale (token), che attivano il passaggio diretto da percorsi di sviluppo a percorsi di diapausa. I token possono essere costituiti da variazioni di fotoperiodo, termoperiodo o da alimenti vegetali. Questi stimoli non sono di per sé favorevoli o sfavorevoli allo sviluppo, ma segnalatori dell'imminente cambiamento delle condizioni ambientali.

### Preparazione
La fase di preparazione di solito segue la fase di induzione, durante questa fase gli insetti accumulano molecole come lipidi, proteine e carboidrati. Queste molecole vengono utilizzate per mantenere l'insetto durante tutto il periodo di diapausa e per fornire l'energia necessaria per lo sviluppo al termine dalla diapausa. La composizione della cuticola può essere modificata cambiando composizione di idrocarburi e con l'aggiunta di lipidi per ridurre la perdita d'acqua.

### Apertura
La fase di apertura comincia quando cessa lo sviluppo morfologico. In alcuni casi, questo cambiamento può essere molto diverso e può comportare la muta in una specifica fase di diapausa, o è accompagnata da un cambiamento di colore. Ad esempio, solo gli adulti in diapausa della cimicetta rosso nera, Pyrrhocoris apterus, hanno il complemento enzimatico che consente loro di accumulare polialcoli, molecole che contribuiscono ad abbassare i loro punti di congelamento e quindi evitarne il processo stesso. Gli insetti possono subire cambiamenti comportamentali e cominciare ad aggregarsi, migrare o ricercare adeguati siti per lo svernamento.

### Mantenimento
Durante la fase di mantenimento, o sostentamento, gli insetti abbassano il loro metabolismo e l'arresto dello sviluppo è mantenuto. In questa fase, gli insetti sono insensibili alle variazioni dell'ambiente che eventualmente potrebbero attivare la fine della diapausa, ma la sensibilità a certi stimoli, come il fotoperiodo e la temperatura, con il tempo progredisce. In insetti che sono sottoposti a diapausa obbligatoria, la cessazione può avvenire spontaneamente, senza stimoli esterni.
Nella diapausa facoltativa, devono verificarsi stimoli-segnale per la cessazione definitiva della diapausa. Questi stimoli possono includere la refrigerazione, il congelamento o il contatto con l'acqua, a seconda delle condizioni ambientali da evitare, stimoli che sono importanti per evitare che l'insetto chiuda la diapausa troppo presto, per esempio in risposta al caldo nel tardo autunno. La cessazione può verificarsi al culmine di condizioni sfavorevoli, come il pieno inverno. Nel corso del tempo, la profondità della diapausa lentamente diminuisce fino alla ripresa dello sviluppo, se le condizioni sono favorevoli.

### Quiescenza post-diapausa
La diapausa spesso finisce prima della fine delle condizioni sfavorevoli ed è seguita da uno stato di quiescenza da cui l'insetto può svegliarsi e cominciare a dirigersi verso lo sviluppo, nel momento in cui le condizioni diverranno più favorevoli. In questo modo l'insetto continua a sopportare condizioni difficili pur essendo pronto ad approfittare delle buone condizioni quanto più rapidamente possibile.

## Regolazione
La diapausa negli insetti è regolata da varie condizioni: interazione con gli stimoli ambientali, pre-programmazione genetica, segnalazione neuronale ed endocrina e infine modifiche enzimatiche e dei percorsi metabolici.

### Stimoli ambientali
In regioni temperate, il fotoperiodo è uno dei più affidabili spunti di cambio stagionale, a seconda della stagione in cui si verifica la diapausa, sia a breve o a lungo giorno, funge da stimolo-segnale (token) al quale gli insetti possono anche rispondere.
La temperatura può anche agire come un fattore di regolazione, sia per indurre diapausa o, più comunemente, modificando la risposta al fotoperiodo dell'insetto. Gli insetti possono anche rispondere al termoperiodo, le fluttuazioni giornaliere di caldo e freddo che coincidono con il giorno e la notte, così come in termini assoluti o cumulativi di temperatura. La disponibilità di cibo e di qualità può anche aiutare a regolare la diapausa.
Nelle locuste del deserto, Schistocerca gregaria, si produce un ormone chiamato giberellina che stimola lo sviluppo dell'apparato riproduttivo. Durante la stagione secca, quando le loro piante alimentari sono in senescenza e manca giberellina, la locuste restano premature e il riproduttore non si sviluppa.

### Segnalazione neuronale ed endocrina
Il sistema neuroendocrino degli insetti è costituito principalmente da cellule neurosecretorie nel cervello, dai corpora cardiaca, dai corpora allata e dalle ghiandole prototoraciche. Ci sono diversi principali ormoni coinvolti nella regolazione della diapausa: ormone giovanile (JH), ormone della diapausa (DH) e ormone prototoracicotropo.
L'ormone protoracicotropo stimola le ghiandole protoraciche a produrre ecdisteroidi deputati a promuovere lo sviluppo. La diapausa nelle larve e nelle pupe è spesso regolata da un'interruzione di tale collegamento, o attraverso la preventiva liberazione di ormone protoracicotropo dal cervello o con la cessazione della risposta delle ghiandole protoraciche all'ormone stesso.
I corpora allata sono responsabili della produzione dell'ormone giovanile JH. In Riptortus pedestris, gruppi di neuroni nel protocerebro, chiamato pars lateralis, mantengono la diapausa riproduttiva inibendo la produzione di JH da parte dei corpora allata.

### Il ruolo degli ormoni DH e JH
La diapausa negli adulti è spesso associata all'assenza di JH, mentre la diapausa larvale è spesso associata con la sua presenza.
Negli adulti, l'assenza di JH causa degenerazione dei muscoli del volo, atrofia o la cessazione dello sviluppo di tessuti riproduttivi, e arresta l'accoppiamento.
La presenza di JH nelle larve può impedire la muta nel successivo stadio larvale, anche se mute stazionarie successive possono ancora verificarsi. Nella Diatraea grandiosella, JH è necessario per l'accumulo di grasso nel corpo, per il deposito di proteine che si associano alla diapausa. L'ormone della diapausa DH regola la diapausa embrionale nelle uova di bachi da seta, Bombyx mori. DH è liberato dal ganglio subesofageo della madre e fa scattare la produzione di trealasi da parte delle ovaie, ciò genera alti livelli di glicogeno nel settore delle uova, che viene convertito in polialcoli, glicerolo e sorbitolo.
Il sorbitolo inibisce direttamente lo sviluppo degli embrioni, poi al termine della diapausa glicerolo e sorbitolo sono riconvertiti in glicogeno.

### Fine della diapausa negli embrioni
Si potrebbe pensare che la diapausa è interrotta (archiviata o completata) con l'esposizione alle temperature fredde dell'inverno. Questa idea è in parte vera. In alcuni insetti, anche la durata della diapausa embrionale è controllata dal DH (Diapause Hormon). Gli ormoni negli insetti funzionano come gli ormoni degli organismi superiori ed ognuno ha uno scopo specifico. Il DH è inizialmente ad un titolo elevato nelle uova in diapausa così da impedire una promozione di ormone della crescita, l'esterasi A (EA). In alcuni insetti, col tempo diminuisce l'attività di DH, in altri insetti, i cui habitat sono caratterizzati da temperature basse (da 3 a 15 °C) viene incrementata la produzione di EA e di conseguenza la sua attività, inducendo una regressione del DH.

## Diapausa ai tropici
Sono comuni le aggregazioni tra insetti tropicali che vanno in diapausa, in particolare degli ordini Coleoptera, Lepidoptera e Hemiptera. Le aggregazioni possono essere utilizzate come protezione contro la predazione, in quanto le aggregazioni di specie sono spesso tossiche e i predatori rapidamente imparano ad evitarle.
Possono anche servire a ridurre la perdita d'acqua, come succede nel coleottero dei funghi Stenotarsus rotundus, le cui forme di aggregazione giungono fino a 70.000 individui. L'umidità relativa aumenta all'interno delle aggregazioni di coleotteri ed è quindi minore la perdita di acqua; probabilmente la perdita per evaporazione diminuisce, a causa dei ridotti rapporti superficie/volume.

## Diapausa nei mammiferi
Anche nei mammiferi si assiste a fenomeni di diapausa del tutto simili a quelli osservati negli insetti. La riproduzione del capriolo europeo è stato un mistero per molto tempo. Il capriolo adotta una strategia riproduttiva di diapausa embrionale ovvero una sorta di impianto ritardato.
L'accoppiamento si svolge alla fine di luglio o all'inizio di agosto, mentre il parto avviene alla fine di maggio o ai primi di giugno. Tra il momento del concepimento e la fine di dicembre l'embrione rimane in una fase di circa 30 cellule in uno stato di diapausa. L'embrione allo stadio di blastocisti è piccolo, meno di 1 millimetro di diametro e in questo stadio di sviluppo entra in diapausa per diversi mesi.
Alla fine di dicembre o all'inizio di gennaio, la blastocisti si riattiva, cresce rapidamente, forma una placenta per la madre e segue la normale crescita del feto. Nel capriolo non abbiamo nessuno dei soliti segnali ormonali associati alla fine del periodo di diapausa embrionale trovati in altre specie quindi per molto tempo il meccanismo di riattivazione della blastocisti è rimasto sconosciuto.

### Meccanismo di riattivazione della blastocisti
Usando le ultime tecniche di sequenziamento genico il dipartimento di zoologia presso l'Università di Aberdeen, ha risolto il puzzle. La blastocisti manda un "segnale" alla madre con una proteina chiamata PAG (glicoproteina associata alla gravidanza) univoco per il capriolo, questo vuol dire che il profilo genetico del PAG di capriolo è molto diverso da quello che si può trovare in altri Págs specie simili. Queste proteine scoperte per la prima volta in vacche e pecore nel 1990, appartengono alla famiglia delle aspartico proteasi, e hanno una sequenza codificante altamente polimorfica. Esse sono liberate dalle cellule del trofoblasto (si tratta di un sottile strato di cellule che circondano la blastocisti ) e si legano a specifici recettori sulla superficie cellulare delle cellule bersaglio materne sull'endometrio uterino. Il ruolo delle Págs nelle cellule del trofoblasto è chiaro, perché in altre specie, l'avvio della gravidanza è segnato da un aumento della produzione del progesterone.
Nel capriolo la cerva non produce progesterone fin tanto che l'embrione pur impiantato non si riattiva. Lo studio dimostra che l'embrione, attraverso un preciso programma di attivazione genica, rilascia la PAG specifica nel trofoblasto che legandosi a specifici recettori sulle pareti cellulari dell'endometrio uterino, scatena la reazione ormonale della madre che attiverà in ultima battuta l'embrione stesso il quale riprenderà così il suo sviluppo.

### Diapausa nell'uomo
È stato dimostrato sperimentalmente che la diapausa embrionale si verifica anche nella pecora. I ricercatori suppongono che siano altissime le probabilità che possa accadere anche nell'uomo.